# Partito Socialista Popolare (Cuba)
Il Partito Socialista Popolare (in spagnolo Partido Socialista Popular) è stato un partito politico comunista cubano fondato nel 1944 dall'Unione Rivoluzionaria Comunista. 
Il partito ebbe un atteggiamento ambivalente verso il governo di Fulgencio Batista: nel 1940, durante la Seconda guerra mondiale e nel clima antifascista regnante, due suoi membri di rilievo, Carlos Rafael Rodríguez e Juan Marinello, divennero ministri senza portafoglio. Inizialmente il partito criticò Fidel Castro, ritenendo «putschista» la tattica di arrivare al potere per mezzo di guerriglia, ma in seguito mutò posizione e lo sostenne, affiancando il Movimento del 26 luglio nella sua lotta contro Batista.

## Storia

### Fondazione
Tra il 21 e il 22 gennaio 1944 si tenne la III Assemblea Nazionale dell'Unione Rivoluzionaria Comunista, durante la quale fu deciso di fondare il Partito Socialista Popolare, con lo slogan "Progresso economico, sicurezza sociale, vittoria e pace popolare". Il programma politico incitava all'anti-razzismo e alla parità di genere, ma non attaccava gli Stati Uniti né chiedeva la nazionalizzazione di proprietà straniere a Cuba.
Durante il governo di Ramón Grau San Martín del Partito Autentico, tra il 1944 e il 1948, la direzione del PSP affrontò forti campagne accusatorie che lo presentavano come un raggruppamento di classe esclusivo, contrariamente alle disposizioni del codice elettorale.
Nel 1947, la Confederazione dei Lavoratori di Cuba fu resa illegale dal governo e il PSP si ritirò dai gruppi parlamentari divenendo un partito indipendente. Nello stesso anno, Eduardo Chibás fondò il Partito Ortodosso per riunire i membri fuoriuscititi dai principali partiti cubani e conservare gli ideali di giustizia sociale e indipendenza della rivoluzione del 1933. Tra le file del PO vi era il giovane avvocato Fidel Castro.
Nella IV Assemblea Nazionale del Partito Socialista Popolare, tenutasi tra il 10 e il 12 gennaio 1948, fu deciso di promuovere Juan Marinello e Lázaro Peña, come candidati del Partito rispettivamente per le cariche di presidente e vicepresidente della repubblica. Il 6 aprile dello stesso anno, il governo di Grau confiscò la stazione radiofonica Mil Diez affiliata al PSP.
Alle elezioni generali a Cuba del 1948 il Partito arrivò quarto, ma vinse quattro seggi nel parlamento.
Nel febbraio 1950, il PSP tenne la VI Assemblea Nazionale e il suo slogan per la campagna elettorale si basava sul mantenimento della pace, il ristabilimento dell'unità dei lavoratori, il salvataggio della democrazia e l'adozione del Piano cubano contro la crisi.
Alle elezioni parlamentari del 1950, il partito vinse nuovamente altri quattro seggi.

### Dittatura di Batista
Il 10 marzo 1952, l'Esercito Costituzionale di Cuba organizzò un colpo di Stato contro il governo di Carlos Prío Socarrás, e una giunta militare guidata da Fulgencio Batista instaurò una dittatura militare. Gli Stati Uniti riconobbero subito il governo di Batista e lo appoggiarono. Il golpe sventò la possibilità di una vittoria popolare alle urne del Partito Ortodosso. Il Partito Socialista Popolare condannò subito il colpo di stato e fece appello per il ripristino della legalità, delle elezioni generali inizialmente previste e la formazione di un Fronte democratico nazionale, ma la repressione di Batista lasciò isolato il PSP.
Nel novembre 1952, il PSP propose alle masse di sostenere il suo programma a favore della riforma agraria, la nazionalizzazione delle società di servizi pubblici, la difesa dell'industria cubana, la limitazione degli investimenti statunitensi nei settori strategici, prezzi più bassi per i beni di prima necessità, salari più alti e l'introduzione della democrazia sindacale.
Batista sospese la Costituzione del 1940, consegnò il potere legislativo al Consiglio dei Ministri, abolì il diritto di sciopero e stabilì un ferreo controllo su sindacati ed esercito, reprimendo ogni opposizione.

### Assalto alla Moncada
Candidato al parlamento per il Partito Ortodosso, Fidel Castro assistette inerme al colpo di Stato e decise di organizzare in segreto un tentativo di rovesciare il regime di Batista. Il 26 luglio 1953, assieme al fratello Raúl, guidò un gruppo di ribelli nell'assalto alla caserma Moncada di Santiago di Cuba, ma l'assalto fallì e i guerriglieri furono arrestati.
Sebbene fossero ignari dell'attentato, i comunisti del PSP furono accusato dal governo di esserne gli artefici e di conseguenza Lázaro Peña e Joaquín Ordoqui furono immediatamente arrestati. Il Partito Socialista Popolare era stato in realtà completamente escluso dai preparativi dell'assalto e né era a conoscenza della composizione del gruppo di aggressori, e si limitò a considerare la questione come un modo del regime per eliminare le poche libertà democratiche esistenti.
Il 19 settembre 1953, il PSP propose le basi per un netto assestamento della situazione nazionale in modo da poter modificare le condizioni politiche per le elezioni del 1954, correggere il codice elettorale in senso democratico e garantire l'imparzialità. Il partito propose la creazione di un Fronte Nazionale Democratico o una coalizione di partiti uniti da un programma e da candidati comuni ma che avrebbero mantenuto la propria indipendenza organica, ideologica e politica.
Nel processo per le vicende della caserma Moncada, i comunisti coinvolti cercarono di dimostrare l'estraneità del Partito Socialista Popolare ed il 6 ottobre alcuni membri, tra cui Ordoqui e Peña, furono provvisoriamente rilasciati. Il 16 ottobre, iniziò il processo contro Fidel Castro, durante il quale gli imputati del PSP furono esonerati da ogni responsabilità e rilasciati. In tale occasione, Castro fece il discorso La storia mi assolverà, nel quale delineò la propria azione politica.
Il 6 aprile 1954 si tenne una riunione del Comitato Nazionale del PSP, in cui i due temi più dibattuti furono la posizione da assumere per le elezioni ed i criteri sulle decisioni prese durante il processo della Moncada. Sulla seconda questione, il Partito si mostrò fortemente contrario alla lotta rivoluzionaria intrapresa da Castro e affermò che l'unica strada da percorre fosse quella della lotta di massa e dell'azione di massa. Tuttavia, il leader César Vilar sollevò la questione dell'occasione mancata di denunciare al processo l'aggressione subita dai membri del PSP a Camagüey e accusò tutta la leadership del Partito. A causa del suo atteggiamento, Vilar fu espulso dal PSP il 25 luglio 1954.

### Elezioni del 1954 e XX Congresso del PCUS
Nel 1954 il Partito Socialista Popolare cercò di mettersi al centro delle lotte sociali cubane ma sottovalutò il lavoro delle altre organizzazioni di opposizione, criticò coloro che preferivano metodi terroristici e il mantenimento di un percorso elettorale pacifico che non si adattava ai loro scopi di cambiamenti radicali.
Nell'ultima settimana di luglio 1954 fu annunciato che Batista sarebbe stato candidato alla presidenza dalla Coalizione Nazionale Progressista di quattro partiti che avevano sostenuto il colpo di stato del 10 marzo 1952: Partito d'Azione Progressista, Azione Democratica, Partito Liberale, Partito Democratico e Partito Radicale. L'ex presidente Ramón Grau San Martín partecipò come unico candidato dell'opposizione. I comunisti non furono ammessi a causa del rifiuto del Tribunale supremo elettorale di registrare il Fronte Unito Nazionale, che riuniva i marxisti cubani fuorilegge, ed il PSP decise di invitare la popolazione e gli affiliati a votare contro Batista.
Le elezioni generali a Cuba del 1954 videro la vittoria di Fulgencio Batista come candidato unico, dopo che Grau denunciò i brogli e si ritirò.
L'8 febbraio 1955, la dirigenza del fuorilegge PSP si riunì per denunciare la natura anti-operaia della direzione del CTC guidata da Eusebio Mujal e rifiutare la quota sindacale obbligatoria, che con decreto del Consiglio dei ministri era stata imposta al lavoratori cubani. Il manifesto rivolto al popolo dagli alti dirigenti dei marxisti cubani invitava anche alla lotta per l'annullamento delle elezioni del novembre 1954, il ripristino della democrazia, l'amnistia dei prigionieri politici e l'elezione di un nuovo governo di unità nazionale.
Nel febbraio 1956 si tenne il XX Congresso del Partito Comunista dell'Unione Sovietica e Blas Roca e César Escalante vi parteciparono come delegati stranieri. Durante il Congresso, il segretario sovietico Nikita Chruščëv pronunciò il discorso segreto nel quale fu criticato l'operato di Stalin. All'interno del PSP, le prime discussioni al riguardo si tennero a marzo sotto la direzione di Aníbal Escalante, e l'ufficio esecutivo redasse un comunicato per elogiare i progressi dell'Unione Sovietica ed esprimere l'appoggio da parte del Partito per le critiche mosse a Stalin. Inoltre, il PSP fu favorevole alla politica di coesistenza pacifica avanzata da Chruščëv.
Il 24 maggio 1956, il PSP organizzò una sessione plenaria in cui annunciò un possibile cambio di tattica che si realizzò tra luglio e agosto: considerando come obsoleta e inefficace la richiesta di elezioni generali immediate, il PSP decise di seguire la "Linea di agosto" e rovesciare violentemente il regime di Batista attraverso un movimento di massa simile a quello che depose Machado nel 1933, prevedendo la possibilità di creare un movimento armato.

### Rivoluzione e scioglimento
Dopo esser stato amnistiato e rilasciato dal carcere, il 12 giugno 1955 Castro riunì in Messico i guerriglieri dell'assalto alla Moncada per formare il Movimento del 26 luglio (M-26-7) con lo scopo di rovesciare il governo di Batista attraverso una rivoluzione. A novembre del 1956, il Partito Socialista Popolare iniziò a trattare con il M-26-7 attraverso il dialogo tra Ñico López e Fidel Castro. Il PSP chiese di lavorare con più calma nei preparativi per l'insurrezione e farla coincidere con un futuro sciopero dei lavoratori dello zucchero. Alla fine, fu deciso lo sbarco a Cuba di alcuni guerriglieri per dicembre del 1956.
Il 25 novembre 1956 un gruppo di guerriglieri del M-26-7, guidati da Fidel Castro, salpò a bordo della Granma e il 2 dicembre sbarcò sulla spiaggia di Las Coloradas, nella parte orientale di Cuba e l'Ejército Rebelde, riuscì ad installare una base di guerriglia nella Sierra Maestra. Nel 1957, iniziarono a comparire nelle città dei gruppi di resistenza civile alla dittatura di Batista riuniti intorno al movimento del 26 luglio ed il Partito Socialista Popolare decise inoltre di inviare dei guerriglieri al fianco di Castro. Nel 1958, l'M-26-7 si unì ad una giunta per l'unità assieme ad altri oppositori.
Il 1º dicembre 1958, il M-26-7 firmò con il Directorio Revolucionario Estudiantil e il PSP il patto di El Pedrero, avviando una lotta congiunta contro la dittatura batistiana.
Il 24 giugno 1961 il Partito Socialista Popolare annunciò lo scioglimento per confluire nelle Organizzazioni Rivoluzionarie Integrate, rifondate nel 1962 come il Partito Unito della Rivoluzione Socialista di Cuba.

## Membri illustri del Partito
- Raúl Castro - fratello minore di Fidel Castro, comandante rivoluzionario durante la guerriglia contro Batista e presidente di Cuba dal 2008 al 2018
- Osvaldo Dorticós Torrado - presidente di Cuba dal 1959 al 1976.